# Робардс (Кентаки)
Робардс (енгл. Robards) град је у америчкој савезној држави Кентаки.

## Демографија
По попису из 2010. године број становника је 515, што је 49 (-8,7%) становника мање него 2000. године.
| Група             | 2000.       | 2010.       |
| Белци             | 552 (97,9%) | 491 (95,3%) |
| Афроамериканци    | 8 (1,4%)    | 1 (0,2%)    |
| Азијати           | 0 (0,0%)    | 0 (0,0%)    |
| Хиспаноамериканци | 0 (0,0%)    | 15 (2,9%)   |
| Укупно            | 564         | 515         |